# Miguel Pepe

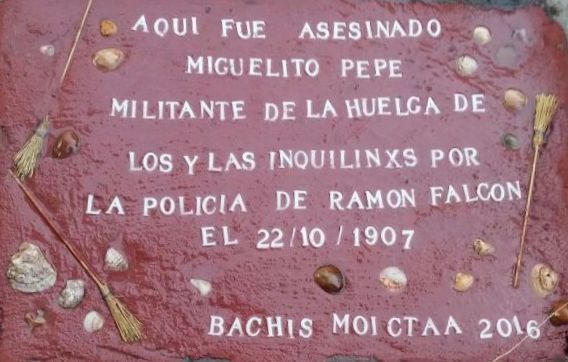
Baldosa por la memoria. San Juan y Chacabuco, CABA.

Miguel Pepe (1892-1907) fue un joven activista anarquista de Buenos Aires que fue asesinado el 22 de octubre de 1907 por la policía bajo las órdenes del Coronel Ramón Falcón, por su participación en la Huelga de inquilinos de 1907, en Argentina.
De profesión baulero, se había destacado como orador durante el conflicto entre los habitantes de los conventillos y los propietarios que cobraban alquileres considerados abusivos. En una de las manifestaciones callejeras de los huelguistas la policía atacó a la muchedumbre y una bala atravesó la cabeza del joven Pepe, de solo 15 años. Su funeral fue multitudinario y se convirtió en la última manifestación masiva de la huelga. En la sepultura de Miguel Pepe se le puso una placa donde se leía:

"Víctima de la Huelga de Inquilinos, asesinado por la policía".
Huelguistas

El acontecimiento fue narrado por el diario porteño El Tiempo, el 24 de octubre:

Pasadas las ocho de la mañana el cadáver de Miguel Pepe fue sacado a la calle por la comisión de huelga. Inmediatamente se organizó la columna... El espectáculo que ofrecía era imponente. En todo el trayecto reinó un orden completo y ni un solo grito turbó el silencio del cortejo fúnebre. Delante iba la carroza y seguidamente el féretro, conducido a pulso por ocho mujeres, que se turnaban de trecho en trecho con otras tantas. Seguían al féretro de ochocientas a mil mujeres, en su caso totalidad de quince a veinte años y todas moradoras de los conventillos en huelga. Más atrás venían los obreros, en número de dos mil quinientos aproximadamente.
El Tiempo, 24 de octubre de 1907

Una escuela de jóvenes y adultos ubicada en el barrio porteño de Constitución lleva su nombre, Bachillerato Popular Miguelito Pepe. Situada en la Cooperativa de Vivienda El Molino perteneciente al Movimiento de Ocupantes e Inquilinos. 
El actor y dramaturgo Matias Alarcón (www.alarconmatias.com.ar) realizó una obra de teatro homónima, donde nos habla de este joven y su contexto histórico, ganadroa de una mención en el Tercer Certamen Iberoamericano de Dramaturgia de Castuera. 